# 横省石牌坊
29°51′28″N 121°42′24″E / 29.85778°N 121.70667°E
横省石牌坊是中国浙江省宁波市的一座南宋石牌坊。牌坊位于鄞州区五乡镇联合村，为仿木结构墓前神道坊，与庙沟后石牌坊同为中国现存最早的石牌坊之一。牌坊于1999年被发现，2001年列入第五批全国重点文物保护单位。

## 形制
横省石牌坊位于鄞州区五乡镇联合村省岙自然村仙人山东坡，左西朝东，为墓道牌坊，但墓已毁，仅存墓地石坎遗迹。牌坊为石质仿木结构，采用东钱湖所产“椅岙石”建成。牌坊二柱一开间，高约5米，面阔3.03米，顶部为单檐歇山顶，檐角上翘，檐下双抄单下昂。斗拱下方并没有设置普柏枋，斗拱直接修建在阑额上。阑额上刻有凹槽，形成“七朱八白”式样，内侧有门臼。立柱下部粗糙，说明两侧有围墙连接，石柱外侧地面发现有条石。其屋面、斗拱细节以及下部无柱座和夹杆石的特点均与木结构牌坊相似，与宋《营造法式》多有契合，而与后世石牌坊差异较大，属于木牌坊向石牌坊过渡阶段的建筑。

## 发现与修复

修复前的横省石牌坊

横省石牌坊发现于1999年宁波市进行的文物普查中。发现时，牌坊已埋入土中半米，上部被杂草覆盖，顶部仅存三分之一，斗拱尚完整，构件散落在周边。经过专家鉴定，横省石牌坊是当时所发现年代最早的石牌坊。因而在发现仅两年后的2001年6月，横省石牌坊即被列入全国重点文物保护单位。2007年1月至2008年1月，经国家文物局批准和拨款，鄞州区文物部门对横省石牌坊实施了修复。修复中，使用浙江省仙居县出产的与原石材色彩相近的红白石作为修复檐顶的石材，牌坊两侧则增设两道石墙，对牌坊起保护作用。经浙江省文物局等机构鉴定，维修后的牌坊能够反映800年前宋代建筑的历史信息。

## 考证
横省石牌坊构件上并无文字，历代志书也没有记载。文物部门根据清宣统三年（1911年）成书的《鄞东史氏家乘》推断该牌坊为鄞县史氏家族墓地的神道牌坊。宁波本地学者谢国旗则在其《东钱湖石刻》一书中进一步推断为南宋宰相史浩的叔父史师禾墓前的牌坊。

## 图片
- 全国重点文物保护单位碑
- 自西向东看牌坊后部
- 牌坊南侧
- 牌坊北侧修复痕迹
- 阑额“七朱八白”凹槽
- 阑额内侧可见门臼